# T9
T9 — предиктивна система набору текстів для мобільних телефонів. Назва T9 виникла від англ. Text on 9 keys, тобто набір тексту на 9 кнопках.
T9 розроблена компанією «Tegic Communications», та використовується в мобільних телефонах більшості великих виробників.
При наборі тексту система Т9 намагається передбачити, яке слово ви намагаєтесь набрати, використовуючи словник. Найуживаніші слова підставляються першими. Такий спосіб набору набагато швидший за звичайний, тому що дає можливість уникнути повторних натискань. Т9 підставляє тільки ті слова, які мають стільки ж букв, скільки набрано в цей час, на відміну від системи iTAP підбір довших слів не передбачений.

## Принцип роботи
На телефонах з цифровою клавіатурою за кожною кнопкою було закріплено три-чотири літери, які вводилися кількома натисканнями. Система Т9 дозволила натискати на кнопку лише одноразово, здогадуючись яке слово мала на увазі людина і підставляючи його в полі введення. Для цього використовується словник з варіаціями слів за відмінками, числами, родами. Наприклад, слово "дім" раніше вимагало натискань 33333444444555. За допомогою системи Т9 достатньо було натиснути 345 і система, перебравши словник, пропонувала слово лот, так як інші комбінації букв деєжз (клавіша 3), иіїйкл(клавіша 4) та мноп(клавіша 5) не давали існуючих у мові слів. Втім, вона могла б також розпізнати слово дім (теж набирається послідовністю 345), проте, зло є набагато більш вживаним словом.